# Zielony dach

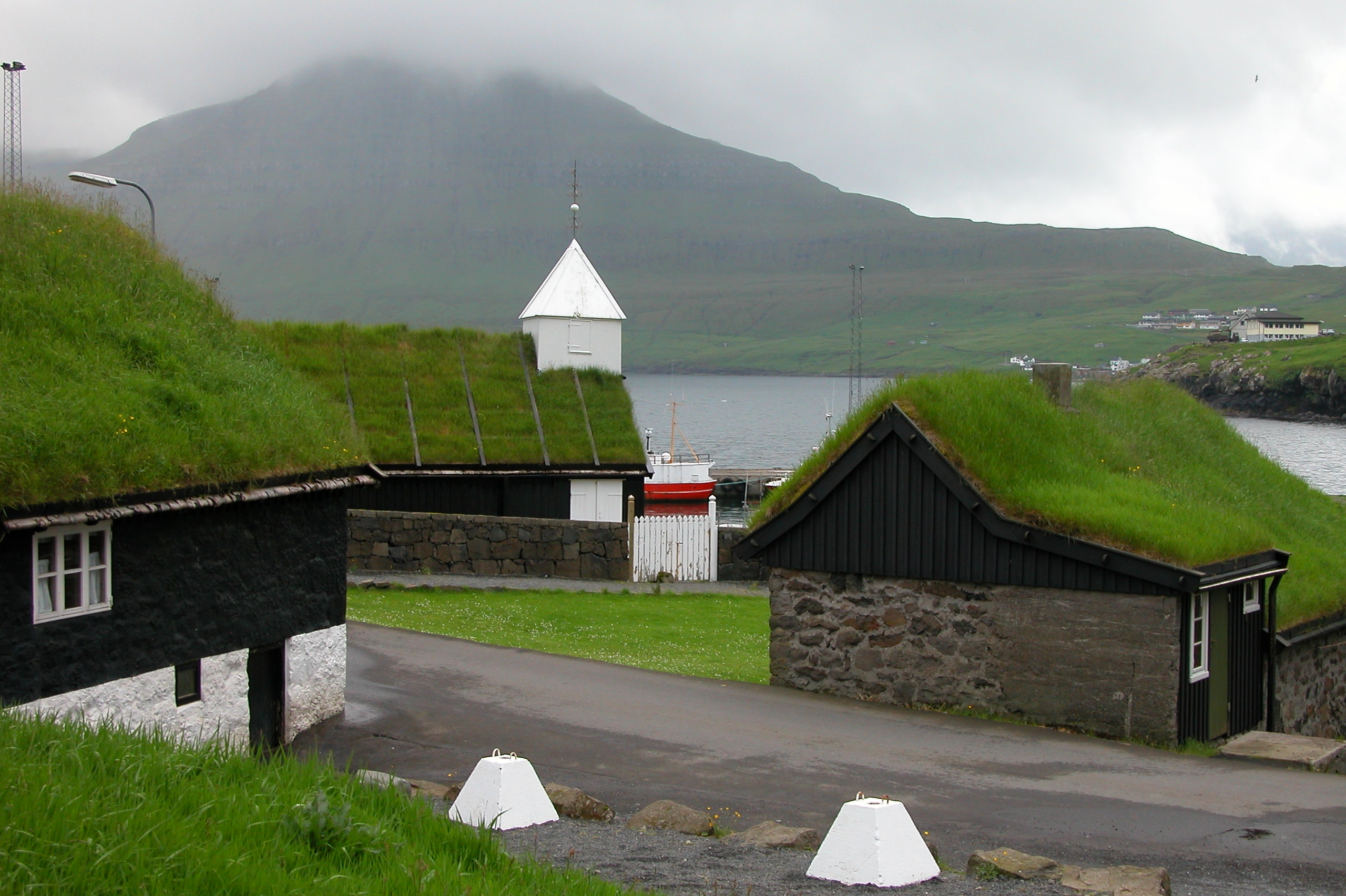
Zielone dachy na Wyspach Owczych

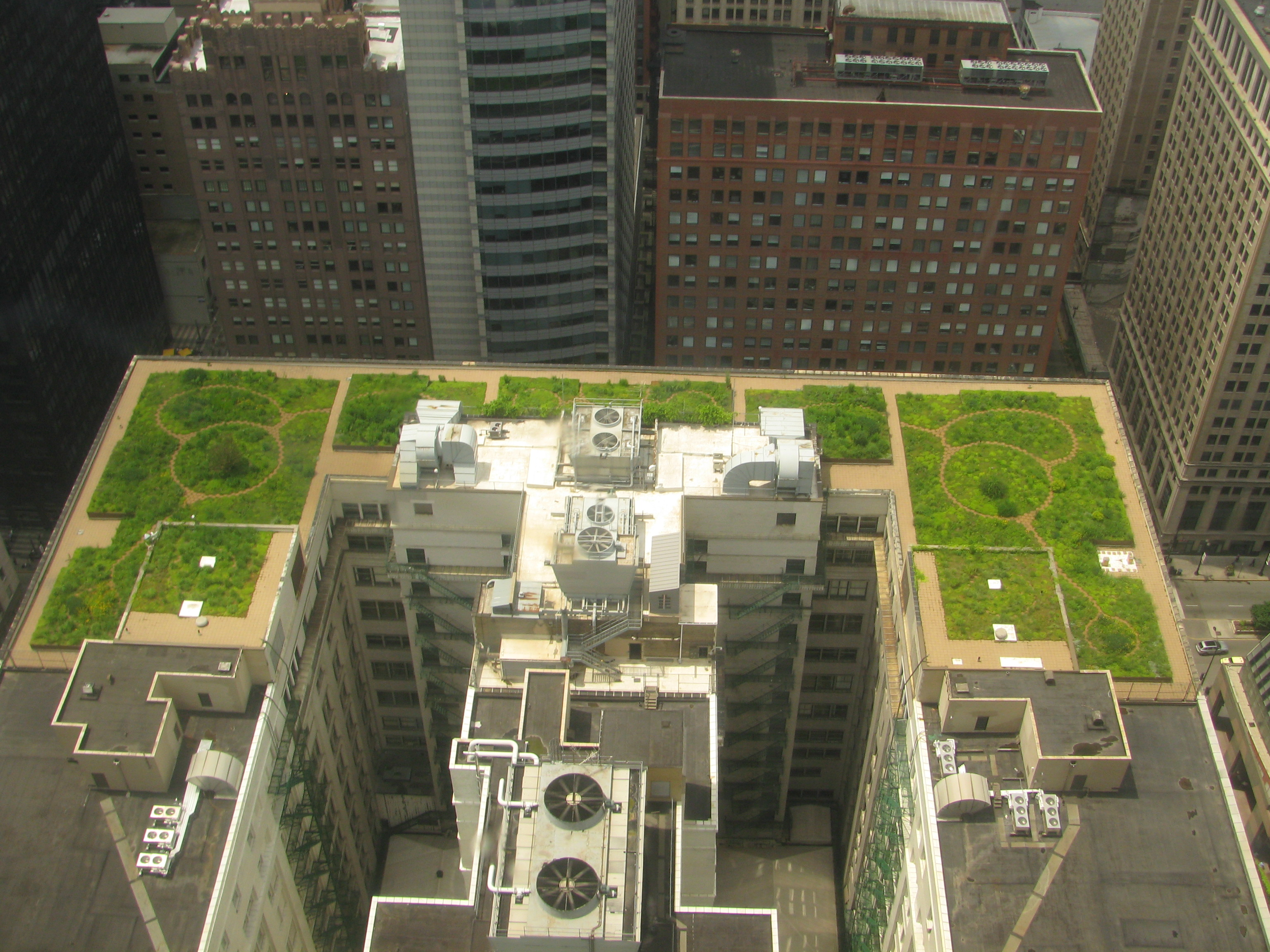
Zielone dachy na City Hall w Chicago

Zielony dach (dach odwrócony) – pokrycie dachowe, składające się z warstw umożliwiających uprawę na nim roślin.
Inwestycja w ten rodzaj pokrycia wiąże się z dodatkowymi kosztami wynikającymi ze specyfiki jego instalacji na dachu. Opłacalność inwestycji w tego typu rozwiązanie ma liczne zalety ekologiczne i ekonomiczne.

## Kolejność ułożenia warstw zielonego dachu (od góry)
- warstwa roślinna – umożliwia prawidłowy rozwój wszelkiego typu roślinom
- warstwa filtrująca – zabezpiecza ona drenaż przed zanieczyszczeniem
- warstwa drenażu – zbiera i odprowadza wodę
- warstwa zabezpieczająca – ochrania niższe warstwy przed rozwojem korzeni
- warstwa termoizolacyjna - zapewnia izolację cieplną i dodatkowo odprowadza resztki wody
- warstwa hydroizolacyjna – zabezpiecza strop przed przeniknięciem do niego wilgoci

## Zalety zielonego dachu
- może on stanowić miejsce wypoczynku
- bardzo dobrze tłumi wszelkie hałasy
- zimą zapobiega dużym stratom cieplnym zaś latem chroni przed nadmiernym nagrzewaniem się budynku
- ma długą trwałość
- filtruje zanieczyszczenia z powietrza i produkuje tlen
- pomaga ograniczyć występowanie zjawiska tzw. „miejskiej wyspy ciepła”[1]
- zmniejsza problem magazynowania wód opadowych
- zwiększają odparowywanie wody nawet do 0,5L na m2[2]

## Wady zielonego dachu
- koszt budowy wyższy niż w przypadku tradycyjnych rozwiązań
- duży ciężar
- konieczność pielęgnacji

Zielony dach może zostać położony jedynie na powierzchni o płaskiej konstrukcji, która ma spadek od 2 do 30%.

## Zastosowanie w Polsce
Najbardziej znanym przykładem wykorzystania zielonego dachu w Polsce jest dach Biblioteki Uniwersyteckiej w Warszawie. Teren dachu zagospodarowano tworząc na nim trzy zróżnicowane strefy roślinne poprzecinane alejkami spacerowymi z ławkami, a nawet strumykiem. Całkowita powierzchnia, na której została ona pokryta zielonym dachem to 1 ha.